# Sagraea gracilis
Sagraea gracilis är en tvåhjärtbladig växtart som först beskrevs av Brother Alain, och fick sitt nu gällande namn av Brother Alain. Sagraea gracilis ingår i släktet Sagraea och familjen Melastomataceae. Inga underarter finns listade i Catalogue of Life.